# عملية حاجز تياسير
عملية حاجز تياسير أو حادث إطلاق النار عند حاجز تياسير هو هجوم مسلح نفذه المقاوم الفلسطيني محمد دراغمة على حاجز تياسير شرق جنين بالضفة الغربية، في 4 فبراير 2025. واستهدف عدداً من الجنود الإسرائيليين مما أسفر عن مقتل 2 وإصابة 8 منهم فضلاً عن مقتل المهاجم.

## تطورت سابقة
أطلقت إسرائيل عملية السور الحديدي في محافظة جنين ومخيمها في 21 يناير 2025، ضمن عملياتها المستمرة في الضفة الغربية منذ 28 أغسطس 2024. بهدف تدمير قدرات المقاومة الفلسطينية في الضفة الغربية، خاصةً مع وقف إطلاق النار في غزة. اتسع نطاق عملية السور الحديدي ليشمل مدينة طولكرم ومخيمها أيضاً في 27 يناير، مع تهجير ونزوح آلاف الفلسطينيين.

## الهجوم
بحسب التحقيقات، تسلل مسلح فلسطيني ببندقية إم-16 ومخزني ذخيرة سيراً على الأقدام ليلاً إلى المجمع العسكري عند حاجز تياسير على الطريق السريع 5799 بين حمامات المالح وقرية تياسير التابعة لمحافظة طوباس. ونصب كميناً للجنود عند الفجر، قبل الساعة 06:00 صباحاً بقليل، بينما كانوا يستعدون لعمليات التفتيش يوم 4 فبراير 2025. فاجأ المُسلح الجنود الإسرائيليين وتعرضت نقطة التفتيش في الحاجز التي يحرسها 11 جندياً احتياطياً وقائدهم لإطلاق نار كثيف. قُتل الجندي الأول الذي خرج من نقطة التفتيش على الفور عند مدخل الموقع، وتلاه جندي آخر. ثم تلا ذلك معركة طويلة بالأسلحة النارية من مسافة قريبة، حيث أطلق منفذ الهجوم النار من مدخل النقطة بينما رد الجنود بإطلاق النار من داخل الغرف ومواقع الحراسة. وبعد ذلك وصلت التعزيزات وبعد عدة دقائق من الاشتباك العنيف ألقى جندي قنبلة يدوية مما أدى إلى تحييد منفذ الهجوم الذي كان يرتدي سترة واقية من الرصاص، ثم أجهز عليه جنديان آخران.
ذكرت إذاعة الجيش الإسرائيلي أن منفذ الهجوم كان يملك معلومات استخبارية دقيقة بشأن الموقع وتحركات الجنود وأماكنهم. وكشفت القناة 12 الإسرائيلية أن تحقيقاً أولياً كشف أن العملية وقعت في ساحتين، الأولى على حاجز تياسير والثانية داخل البرج العسكري نفسه وأظهر التحقيق أن إطلاق النار لم يكن من الخارج فقط، مبيناً أن المنفذ نجح في اختراق البرج وتحصن فيه وأطلق النار منه على الجنود، بينما ذكرت القناة 13 أن منفذ العملية نجح في السيطرة على الطابق العلوي من البرج وإدارة الاشتباك مع الجنود. وقد حلقت مسيرة تابعة للقوات الجوية الإسرائيلية خلال الهجوم، لكن الجيش الإسرائيلي قرر عدم استخدامها خشية إصابة جنوده داخل المجمع العسكري. وقالت وسائل إعلام إسرائيلية إن الجيش أغلق الحاجز وأرسل قوات كبيرة إلى المنطقة التي تشهد عملية عسكرية إسرائيلية ضد المقاومة الفلسطينية وتشهد تواجد عسكري مكثف.
أسفرت العملية عن مقتل رقيب أول احتياط وجندي الكتيبة 8211 من لواء أفرايم وإصابة 8 بجروح بينهم اثنان حالتهما خطرة.

## التداعيات
باركت حركة حماس الهجوم مؤكدةً أن «جرائم الاحتلال لن تمر دون عقاب». وبحسب عدد من المحللين، كشفت العملية عن إخفاقات أمنية واستخباراتية خطيرة. وقال قائد المنطقة الوسطى في الجيش الإسرائيلي إبان زيارته لموقع الهجوم: «تعرضنا لمواجهة صعبة وسنستخلص الدروس من هذا الحدث».